# Анока Примроуз Абейратні
Анока Примроуз Пелпола Абейратні (синг. අෙනෝකා අබේරත්න , нар. 1991 р.), також відома як Анока Абейратні — шрі-ланкійська природозахисниця, соціальна підприємиця й феміністка, активістка з питань сталого розвитку, розширення можливостей жінок та вразливих громад. Представниця Азійсько-Тихоокеанського регіону в UNHabitat YAB. Обрана керівниця з питань довкілля Королівського товариства Співдружності. У 2019 році Абейратні з'явилася в списку «Знакових жінок Шрі-Ланки, які сформували історію».

## Раннє життя
Анока Абейратне закінчила початкову та середню освіту в Єпископському коледжі з періодичними навчаннями в Японії та Німеччині. Закінчила магістратуру Школи бізнесу суддів Кембриджського університету.
Серед рідні Абейратне є перша жінка-амбасадорка Шрі-Ланки Манель Абейсекера, депутат Т. Б. Еканаяке та Е. В. Каннангара.

## Діяльність
Коли 2004 року цунамі вразило Шрі-Ланку, Анока Абейратні почала займатися волонтерством, щоб покращити місцеве середовище, висаджуючи мангрові дерева. Вона співзаснувала організацію Sustain Solutions для запуску проєкту Growin' Money Mangrove. Growin' Money надавала сім'ям можливість отримувати дохід за допомогою ремесел, органічного землеробства та екологічного туризму, а також пропонувала доступ до освіти та професійної підготовки. Організація пересадила понад 60 000 мангрових лісів у більш ніж 5 країнах та молоді протягом 10 років навчила понад 50 000 жінок.
Абейратні ініціювала найбільш підписану петицію Шрі-Ланки про відродження та захист застійного законопроєкту про захист тварин, зібравши понад 126 000 підписів громадян та організацій, які турбуються про добробут тварин у Шрі-Ланці. Ця петиція була передана відповідальному міністру для внесення до Верховної Ради. Це викликало в країні тенденцію створення петицій на соціальні справи. У 2011 році за свою роботу в якості екологині та активістки вона була обрана як Global Changemaker.
Зазнавши сексуальних домагань на вулицях Коломбо, Абейратні створила відео інциденту, яке викликало обурення в усьому світі щодо злочинця, внаслідок чого він був ув’язнений. Дії Абейратні викликали рух по всій країні зі створення відео про сексуальні домагання, що полегшило доступ до правосуддя для багатьох жінок і дівчат.
Абейратні має досвід роботи в корпоративному, цивільному та державному секторах, працюючи помічницею директора при уряді Шрі-Ланки. Вона продовжує підтримувати роботу з охорони природи та клімату, розширюючи можливості вразливих громад.

## Нагороди та визнання
Абейратні була обрана очолити робочу групу з охорони довкілля Королівського товариства Співдружності — першою зі Шрі-Ланки. У 2020 році вона виступила з програмною промовою з нагоди Міжнародного жіночого дня 2020 року та продзвонила на відкриття фондової біржі Коломбо. Вона була представлена в першому списку Шрі-Ланки «35 до 35 років» журналу Cosmopolitan Magazine і є першою новою чемпіонкою Шрі-Ланки на Всесвітньому економічному форумі. У 2019 році Абейратні з'явилася в списку «Знакових жінок Шрі-Ланки, які сформували історію». Вона отримала нагороду Commonwealth Youth Award і увійшла до списку Forbes 30 under 30. Вона була однією з 12 керівників у Раді сталого розвитку Організації Об’єднаних Націй – Всесвітнього економічного форуму, що працює над впровадженням принципів сталого розвитку, і є першою жінкою-новою чемпіонкою Всесвітнього економічного форуму на Шрі-Ланці. Абейратні виступила із програмною промовою на Форумі молодіжних лідерів, зустрічі молодіжних міністрів країн Співдружності Азії. Вона була обрана від Азіатсько-Тихоокеанського регіону до Глобальної молодіжної ради ООН Хабітат.
Будучи наймолодшою доповідачкою на першому в Шрі-Ланці Форумі соціальних інновацій та на зустрічі міністрів Співдружності у справах жінок, вона виступила з основною промовою на Форумі молодіжних лідерів, нараді міністрів молоді Співдружності Азії у 2015 році. Абейратні продовжує займатися управлінням катастрофами та аналізом стійкості під егідою Інституту досліджень національної безпеки Шрі-Ланки – Міністерства оборони (Шрі-Ланка). У 2017 році Абейратні отримала Всесвітню молодіжну нагороду за внесок у розвиток молоді та сталого розвитку, а також була міжнародною чемпіонкою Британської Ради з клімату.

## Зовнішні посилання
- Офіційний сайт